# CIRFOOD
CIRFOOD - Società Cooperativa  Italiana di Ristorazione è un'azienda italiana che opera nel settore della ristorazione collettiva e commerciale. La sede centrale è a Reggio Emilia, l'azienda opera anche in Belgio e Paesi Bassi.

## Storia
Nata nel 1992 dalla fusione fra le cooperative Crr di Reggio Emilia, Coris di Modena e Coferi di Ferrara, CIRFOOD - Cooperativa Italiana di Ristorazione conta sul lavoro di oltre 12.000 persone, fra cui 1.200 cuochi, e gestisce in Italia più di 1.200 strutture fra cucine, centri cottura e 120 pubblici esercizi in 17 regioni italiane.
Produce ogni anno più di 100 milioni di pasti per scuole, aziende, ospedali, case di riposo e pubblici esercizi a marchio RITA, Tracce, Antica Focacceria S. Francesco, Poormanger, Kalamaro Piadinaro.

### Servizi
CIRFOOD sviluppa la sua attività di ristorazione in diversi settori:
- Ristorazione collettiva (ristorazione aziendale, scolastica, sociosanitaria e comunità)
- Ristorazione commerciale (Self service RITA, ristoranti Tracce, Antica Focaceria S. Francesco, Poormanger, Kalamaro Piadinaro, bar Chiccotosto)
- Servizi di Welfare alle imprese a marchio Valyouness[6]